# Xã Delano, Quận Sedgwick, Kansas
Xã Delano (tiếng Anh: Delano Township) là một xã thuộc quận Sedgwick, tiểu bang Kansas, Hoa Kỳ. Năm 2010, dân số của xã này là 11 người.